# Tetramerium
- Commons
- Wikispecies

Tetramerium Nees, 1846, segundo o Sistema APG II, é um gênero botânico da família Acanthaceae

## Espécies
Este gênero apresenta aproximadamente 60 espécies:
- Tetramerium abditum
- Tetramerium angustius
- Tetramerium aureum
- Tetramerium butterwickianum
- Tetramerium calderonii
- Tetramerium coeruleum
- Tetramerium costatum
- Tetramerium crenatum
- Tetramerium denudatum
- Tetramerium diffusum
- Tetramerium emilyanum
- Tetramerium flavum
- Tetramerium fruticosum
- Tetramerium geniculatum
- Tetramerium glandulosum
- Tetramerium glutinosum
- Tetramerium gualanense
- Tetramerium guerrerense
- Tetramerium hillii
- Tetramerium hintonii
- Tetramerium hispidum
- Tetramerium jasminoides
- Tetramerium langlassei
- Tetramerium latifolium
- Tetramerium leptocaule
- Tetramerium macrostachyum
- Tetramerium macvaughii
- Tetramerium mcvaughii
- Tetramerium montevidense
- Tetramerium multiflorum
- Tetramerium nemorum
- Tetramerium nervosum
- Tetramerium oaxacanum
- Tetramerium obovatum
- Tetramerium ochoterenae
- Tetramerium occidentale
- Tetramerium odoratissimum
- Tetramerium oleaefolium
- Tetramerium ovalifolium
- Tetramerium ovatum
- Tetramerium paniculatum
- Tetramerium peruvianum
- Tetramerium platystegium
- Tetramerium polystachyum
- Tetramerium racemulosum
- Tetramerium rubrum
- Tetramerium rzedowskii
- Tetramerium sagasteguianum
- Tetramerium scabrum
- Tetramerium scorpioides
- Tetramerium sessilifolium
- Tetramerium standleyi
- Tetramerium stipulaceum
- Tetramerium surcubambense
- Tetramerium tenuissimum
- Tetramerium tetramerioides
- Tetramerium torreyella
- Tetramerium wasshausenii
- Tetramerium yaquianum
- Tetramerium zeta